# Marcus Thomas
Marcus Thomas, född 26 maj 1984 i Bryssel, är en belgiskfödd amerikansk skådespelare. Han har tidigare studerat internationella relationer och konst vid Occidental College.

## Filmografi (i urval)
- 1998 – Palmetto
- 2000 – Drowning Mona
- 2004 – Ängel i New York
- 2005 – Edmond
- 2006 – The Gravedancers
- 2007 – You Kill Me
- 2011 – Kill the Irishman
- 2021 – The Ice Road